# Wang Xiaoli
Pour les articles homonymes, voir Wang (patronyme).
Dans ce nom chinois, le nom de famille, Wang, précède le nom personnel.
Wang Xiaoli est une joueuse de badminton chinoise née le 24 juin 1989 à Huangshi.
Elle obtient aux Championnats du monde de badminton 2010 à Paris la médaille d'argent en double dames avec Ma Jin. En 2011 à Londres, elle remporte le titre mondial avec Yu Yang.
Elle est disqualifiée lors des Jeux olympiques d'été de 2012 avec sept autres joueuses de badminton pour « n'avoir pas fait tout leur possible pour remporter la victoire »,.